# Jasione montana

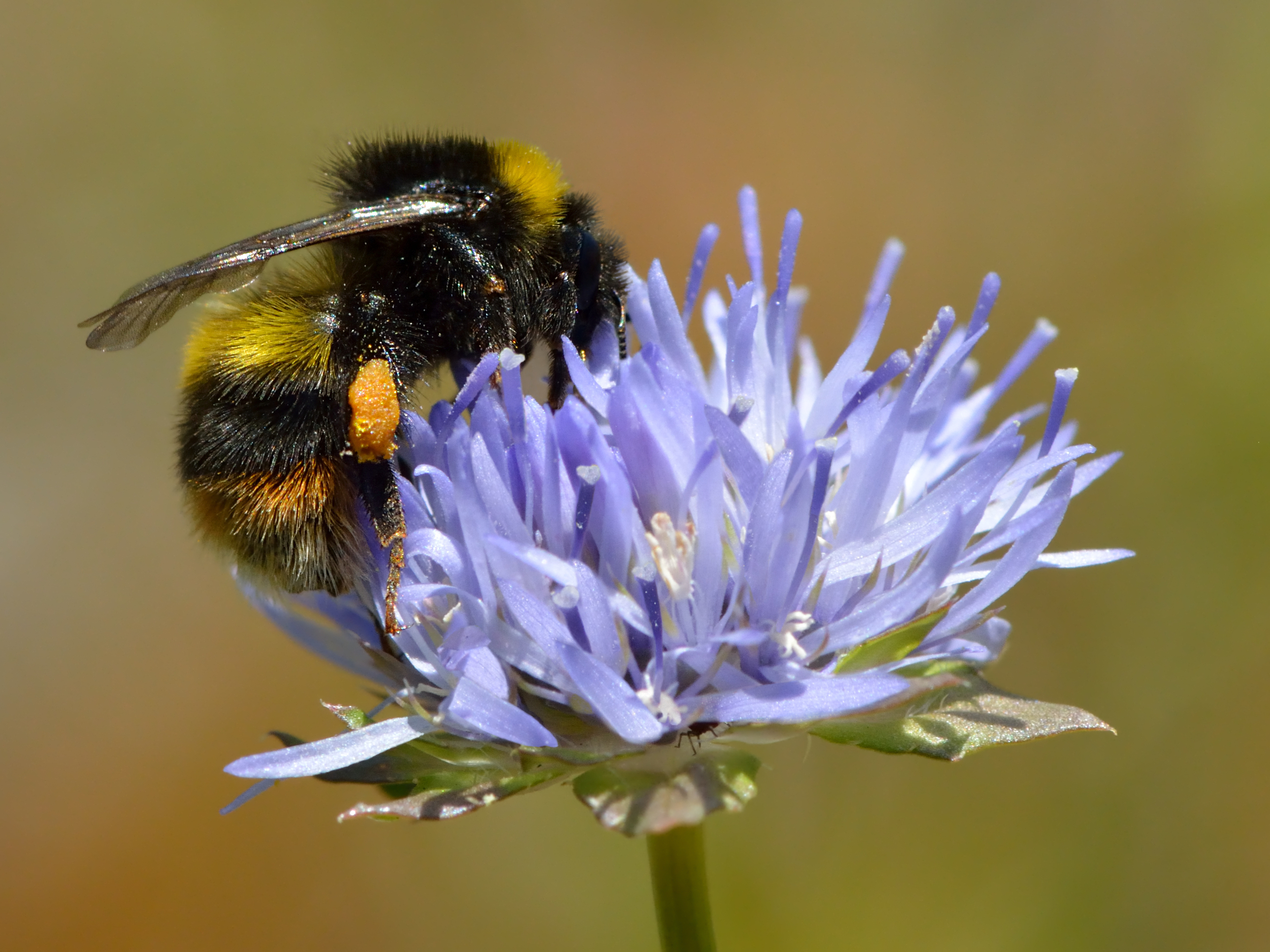

Jasione montana é uma espécie de planta com flor pertencente à família Campanulaceae. 
A autoridade científica da espécie é L., tendo sido publicada em Species Plantarum 2: 928–929. 1753.

## Portugal
Trata-se de uma espécie presente no território português, nomeadamente no Arquipélago da Madeira.
Em termos de naturalidade é introduzida na região atrás indicada.
Trata-se de um táxon com problemas taxonómicos na região referida.

### Subespécies
Ocorrem 4 variedades em Portugal:
- Jasione montana var. bracteosa
- Jasione montana var. gracilis
- Jasione montana var. latifolia
- Jasione montana var. montana

As 3 primeiras ocorrem em Portugal Continental, sendo nativas dessa região. A última ocorre em Portugal Continental (de onde é nativa) e nos Açores (onde é introduzida).

## Protecção
Não se encontra protegida por legislação portuguesa ou da Comunidade Europeia.